# Burgstall Kammermaier
Der Burgstall Kammermaier, auch Kammerhof genannt, bezeichnet eine abgegangen Spornburg auf 720 m ü. A. im Ortsteil Trölsberg der Gemeinde Neumarkt im Mühlkreis im Bezirk Freistadt.

## Geschichte
Der Name der ursprünglichen Burg ist nicht erhalten. Auch urkundlich liegen keine Belege von der Burg vor. Es wird vermutet, dass hier der Sitz der Kammerer war. Sie ist vermutlich bei einem Einfall von Böhmen aus, ähnlich wie die Burg Kronest, zerstört worden. Bereits 1499 wird sie als „Purckstal“ bezeichnet.
1544 scheint der Name Kammermeier auf, 1591 gehörte sie einem Gilly Kammermeier, 1629 Matheuß Khambermaier. Die Burg gehörte zur Herrschaft Weinberg.

## Beschreibung
Die Burg lag auf dem Sporn des Kammermaierberges. Gegen Norden war sie durch einen Wallgraben geschützt. Es sind deutliche Reste von Mauern und Gräben erkennbar. Es sind vermutlich die Grundmauern eines Turmes erkennbar. Ohne nähere Untersuchungen ist nicht genau zu erkennen, welche Formationen künstlich errichtet oder natürlichen Ursprungs sind. Es kann aber im Gelände zwischen einem Burgkern und dem Vorgelände unterschieden werden; die Ausdehnung der Burg muss beachtlich gewesen sein.
Der Burgstall ist nicht zu verfehlen, wenn man vom Haus Trölsberg 20, dem früheren Meierhof, etwa 500 Meter Richtung Kammermaierberg aufsteigt.

## Bilder

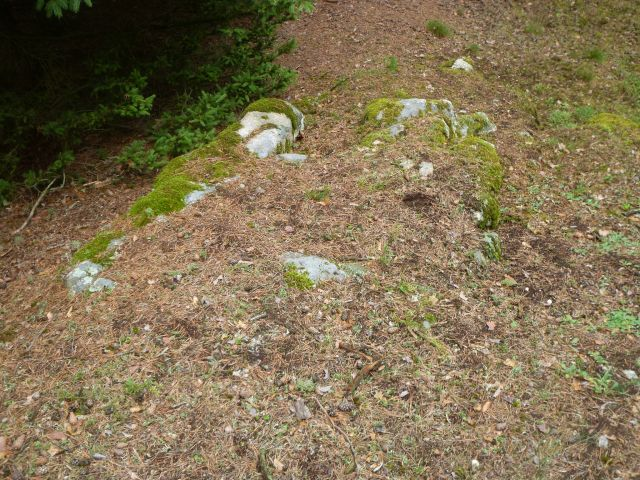
Burgstall Kammermaier: Turmfundament
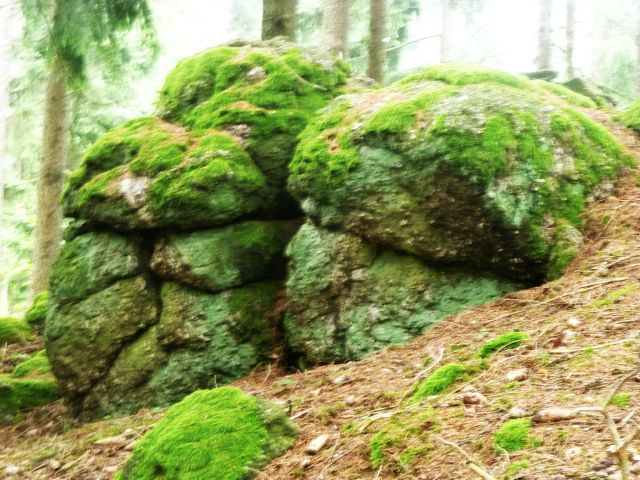
Burgstall Kammermaier: Mauerwerk
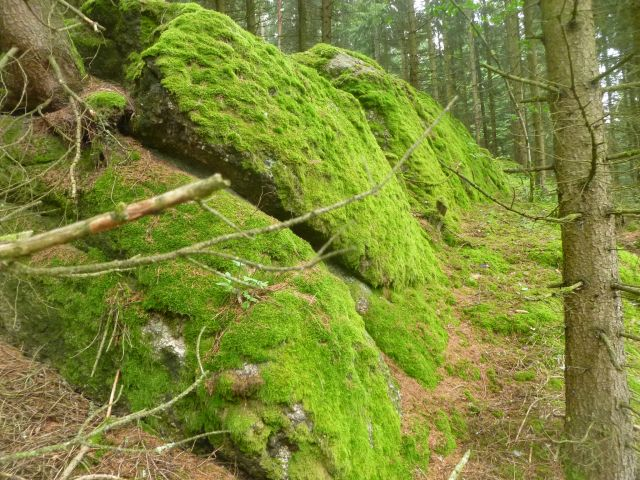
Burgstall Kammermaier: Außenmauer (?)
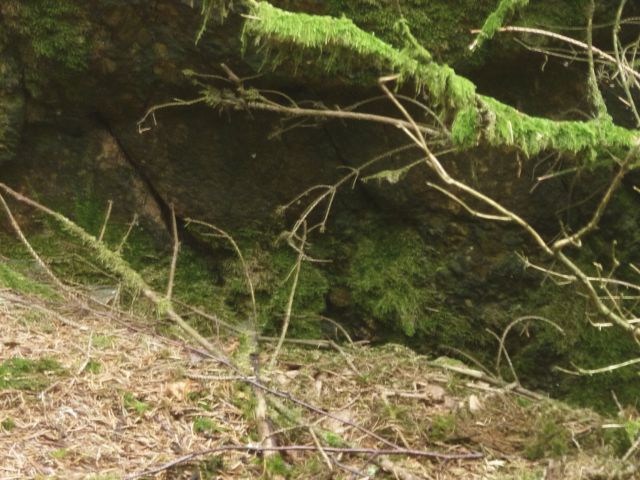
Burgstall Kammermaier: Torbogen